# Fuentesoto
Fuentesoto es un municipio y localidad española de la provincia de Segovia, en la comunidad autónoma de Castilla y León. El término municipal, que incluye también el núcleo de Tejares, está ubicado en la comarca de Tierra de Pinares y tiene una población de 100 habitantes (INE 2024). 

## Geografía

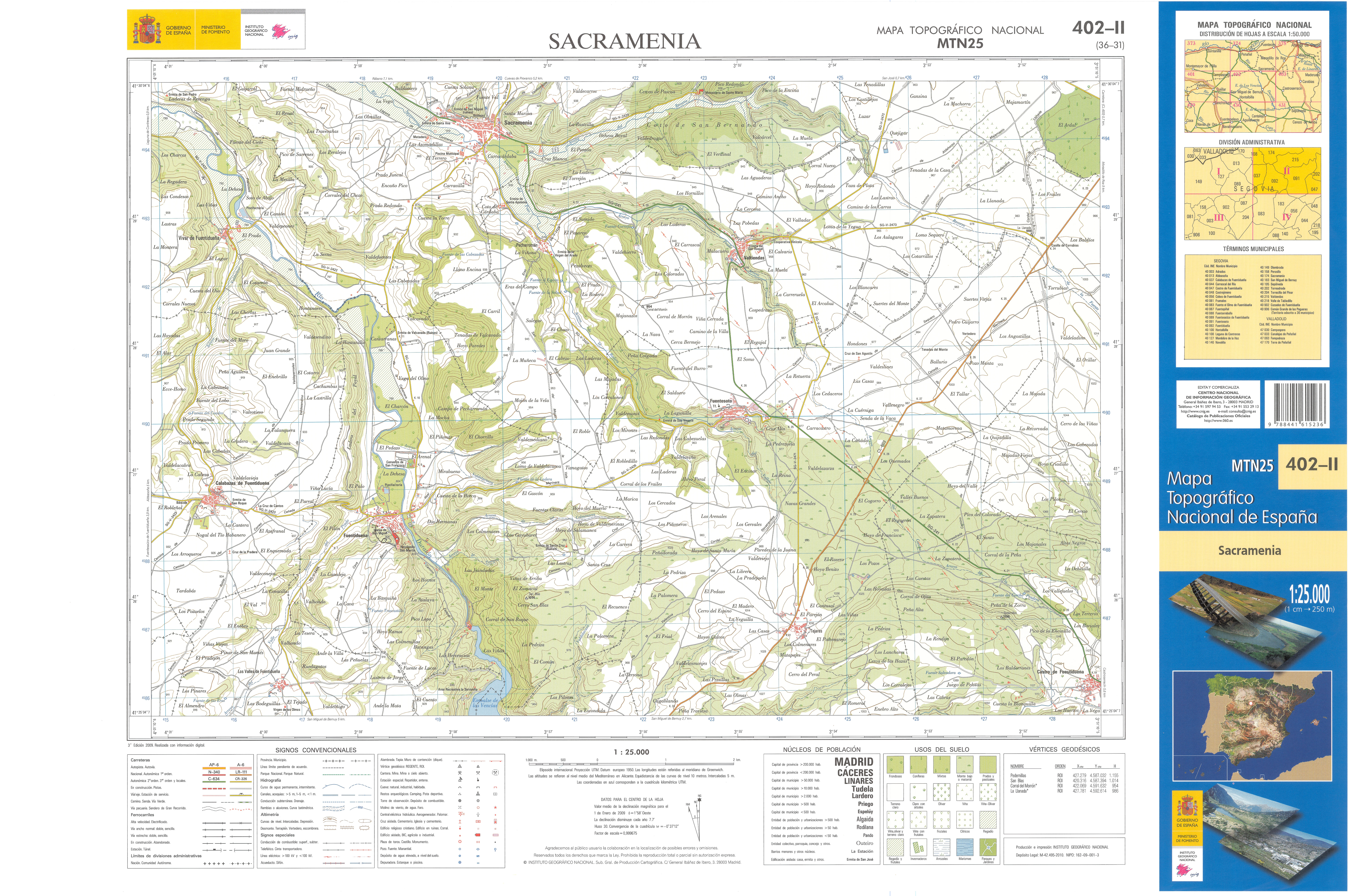
Fragmento de la hoja 402 del Mapa Topográfico Nacional de España de 2009 en el que se representa parte de Fuentesoto

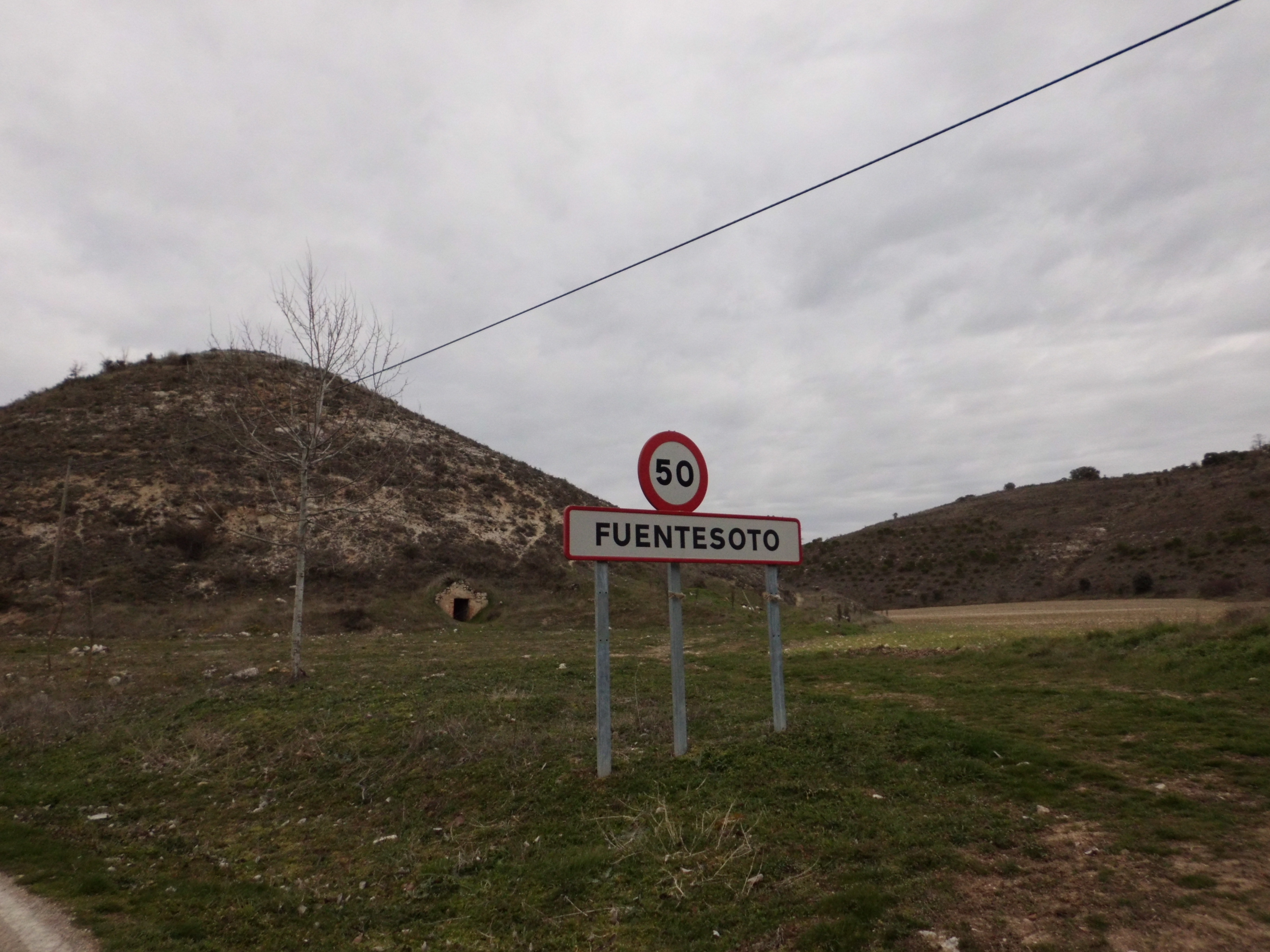
Cartel de entrada a la zona urbanizada

El término municipal tiene una extensión de 29,78 km². Cuenta con dos núcleos de población (Fuentesoto y Tejares) y otro hoy despoblado, del que no queda constancia (San Vicente de Pospozuelo). Los cultivos de cereal (trigo y cebada, fundamentalmente) ocupan una extensión aproximada de 2356 hectáreas. Cerca del pueblo hay un bosque de encinas que ocupa aproximadamente unas 9 hectáreas. El pueblo se encuentra en un hoyo, al pie de la fuente de la que recibe su nombre, y de la que nace el río Fuentesoto, en cuyas márgenes, con bosques de chopos, existían numerosos huertos, de los que solo se conservan algunos. 
La localidad está situada a una altitud de 930 m sobre el nivel del mar.
| Noroeste: Pecharromán | Norte: Valtiendas | Noreste: Torreadrada           |
| Oeste: Fuentidueña    |                   | Este: Torreadrada              |
| Suroeste: Fuentidueña | Sur: Tejares      | Sureste: Castro de Fuentidueña |

Pertenece también a la Comunidad de Villa y Tierra de Fuentidueña. Se encuentra en el límite con las provincias de Burgos y Valladolid. Dista 75 km de la capital provincial, 83 m de Valladolid, 30 km de Aranda de Duero, 28 km de Peñafiel y 160 km de Madrid.
En su término municipal se encuentran el despoblado de San Vicente de Pospozuelo.

### Clima
El clima de Fuentesoto es mediterráneo continentalizado, como consecuencia de la elevada altitud y su alejamiento de la costa, sus principales características son:
- La temperatura media anual es de 11,50 °C con una importante oscilación térmica entre el día y la noche que puede superar los 20 °C. Los inviernos son largos y fríos, con frecuentes nieblas y heladas, mientras que los veranos son cortos y calurosos, con máximas en torno a los 30 °C, pero mínimas frescas, superando ligeramente los 13 °C. El refrán castellano "Nueve meses de invierno y tres de infierno" lo caracteriza a la perfección.
- Las precipitaciones anuales son escasas (514,10 mm) pero se distribuyen de manera relativamente equilibrada a lo largo del año excepto en el verano que es la estación más seca (82,20 mm). Las montañas que delimitan la meseta retienen los vientos y las lluvias, excepto por el oeste, donde la ausencia de grandes montañas abre un pasillo al océano Atlántico por el que penetran la mayoría de las precipitaciones que llegan a Fuentesoto.

| Precipitaciones por estación (mm) |        |        |          |        |
| Primavera                         | Verano | Otoño  | Invierno | TOTAL  |
| 149,40                            | 82,20  | 141,10 | 141,40   | 514,10 |

En la clasificación climática de Köppen se corresponde con un clima Csb (oceánico mediterráneo), una transición entre el Csa (mediterráneo) y el Cfb (oceánico) producto de la altitud. A diferencia del mediterráneo presenta un verano más suave, pero al contrario que en el oceánico hay una estación seca en los meses más cálidos.
| Parámetros climáticos promedio de San Miguel de Bernuy en el periodo 1961-2003 | Parámetros climáticos promedio de San Miguel de Bernuy en el periodo 1961-2003 | Parámetros climáticos promedio de San Miguel de Bernuy en el periodo 1961-2003 | Parámetros climáticos promedio de San Miguel de Bernuy en el periodo 1961-2003 | Parámetros climáticos promedio de San Miguel de Bernuy en el periodo 1961-2003 | Parámetros climáticos promedio de San Miguel de Bernuy en el periodo 1961-2003 | Parámetros climáticos promedio de San Miguel de Bernuy en el periodo 1961-2003 | Parámetros climáticos promedio de San Miguel de Bernuy en el periodo 1961-2003 | Parámetros climáticos promedio de San Miguel de Bernuy en el periodo 1961-2003 | Parámetros climáticos promedio de San Miguel de Bernuy en el periodo 1961-2003 | Parámetros climáticos promedio de San Miguel de Bernuy en el periodo 1961-2003 | Parámetros climáticos promedio de San Miguel de Bernuy en el periodo 1961-2003 | Parámetros climáticos promedio de San Miguel de Bernuy en el periodo 1961-2003 | Parámetros climáticos promedio de San Miguel de Bernuy en el periodo 1961-2003 |
| Mes | Ene.                                                                           | Feb.                                                                           | Mar.                                                                           | Abr.                                                                           | May.                                                                           | Jun.                                                                           | Jul.                                                                           | Ago.                                                                           | Sep.                                                                           | Oct.                                                                           | Nov.                                                                           | Dic.                                                                           | Anual                                                                          |
| --- | ------------------------------------------------------------------------------ | ------------------------------------------------------------------------------ | ------------------------------------------------------------------------------ | ------------------------------------------------------------------------------ | ------------------------------------------------------------------------------ | ------------------------------------------------------------------------------ | ------------------------------------------------------------------------------ | ------------------------------------------------------------------------------ | ------------------------------------------------------------------------------ | ------------------------------------------------------------------------------ | ------------------------------------------------------------------------------ | ------------------------------------------------------------------------------ | ------------------------------------------------------------------------------ |
| Temp. media (°C) | 3.40                                                                           | 5.00                                                                           | 8.10                                                                           | 9.20                                                                           | 13.80                                                                          | 17.80                                                                          | 20.90                                                                          | 20.90                                                                          | 16.20                                                                          | 11.60                                                                          | 6.80                                                                           | 4.30                                                                           | 11.50                                                                          |
| Precipitación total (mm) | 50.90                                                                          | 42.00                                                                          | 38.20                                                                          | 51.80                                                                          | 59.40                                                                          | 42.80                                                                          | 22.60                                                                          | 16.80                                                                          | 33.60                                                                          | 50.20                                                                          | 57.30                                                                          | 48.60                                                                          | 514.10                                                                         |
| Fuente: Ministerio de Agricultura, Alimentación y Medio Ambiente. Datos de precipitación para el periodo 1961-2003 y de temperatura para el periodo 1987-2003 en San Miguel de Bernuy 4 de octubre de 2012 |                                                                                |                                                                                |                                                                                |                                                                                |                                                                                |                                                                                |                                                                                |                                                                                |                                                                                |                                                                                |                                                                                |                                                                                |                                                                                |

La inversión térmica es frecuente en Fuentesoto, especialmente en invierno, en situaciones anticiclónicas fuertes que impiden el ascenso del aire y concentran la poca humedad en el valle, dando lugar a nieblas persistentes y heladas. Este fenómeno finaliza cuando al calentarse el aire que está en contacto con el suelo se restablece la circulación normal en la troposfera; suele ser cuestión de horas, pero en condiciones meteorológicas desfavorables la inversión puede persistir durante días.

## Demografía
Cuenta con una población de 100 habitantes (INE 2024).
| Gráfica de evolución demográfica de Fuentesoto entre 1842 y 2021 |
| |
| Población de derecho según los censos de población del INE Población de hecho según los censos de población del INEEn este censo se denominaba Fuente Soto: 1842 Entre el censo de 1857 y el anterior, crece el término del municipio porque incorpora a 405041 (Tejares) |

## Administración y política
| Periodo   | Nombre                                                                  | Partido          |
| --------- | ----------------------------------------------------------------------- | ---------------- |
| 1979-1983 | Tomás Sancha Val                                                        | UCD              |
| 1983-1987 | Pedro Sancha del Río                                                    | AP/PDP/UL        |
| 1987-1991 | Pedro Sancha del Río                                                    | PDP              |
| 1991-1995 | Jesús David de Frutos Martín                                            | PP               |
| 1995-1999 | Silvino Rojo de Frutos                                                  | PP               |
| 1999-2003 | Dora Aurelia Sánchez Reaño                                              | PSOE             |
| 2003-2007 | Esteban González San Frutos (2003-2006)Eutiquio Melero Díez (2006-2007) | PSOE             |
| 2007-2011 | Vicente Velázquez Monge                                                 | PP               |
| 2011-2015 | Mariano Parra Requejo                                                   | PSOE             |
| 2015-2019 | Mariano Parra Requejo                                                   | PSOE             |
| 2019-2023 | Mariano Parra Requejo                                                   | Fuentesoto Unido |
| 2023-act. | Mariano Parra Requejo                                                   | Fuentesoto Unido |

## Símbolos
El escudo heráldico y la bandera que representan al municipio fueron aprobados oficialmente el 20 de junio de 2005. El escudo se blasona de la siguiente manera:

Escudo partido. Primero en campo de oro tres árboles de su color terrasados de sinople, surmontados de dos estrellas de gules puestas en los cantones del jefe. En punta, ondas de plata y azur. Segundo en campo de gules una ermita de oro. En punta un creciente de plata.
Boletín Oficial de Castilla y León nº 161 de 22 de mayo de 2005

La descripción textual de la bandera es la siguiente:

Paño cuadrado de proporción 1:1, jironado de ocho piezas, 4 blancas y 4 rojas. Sobrepuesto al centro, el escudo municipal en sus colores.
Boletín Oficial de Castilla y León nº 161 de 22 de mayo de 2005

## Monumentos y lugares de interés

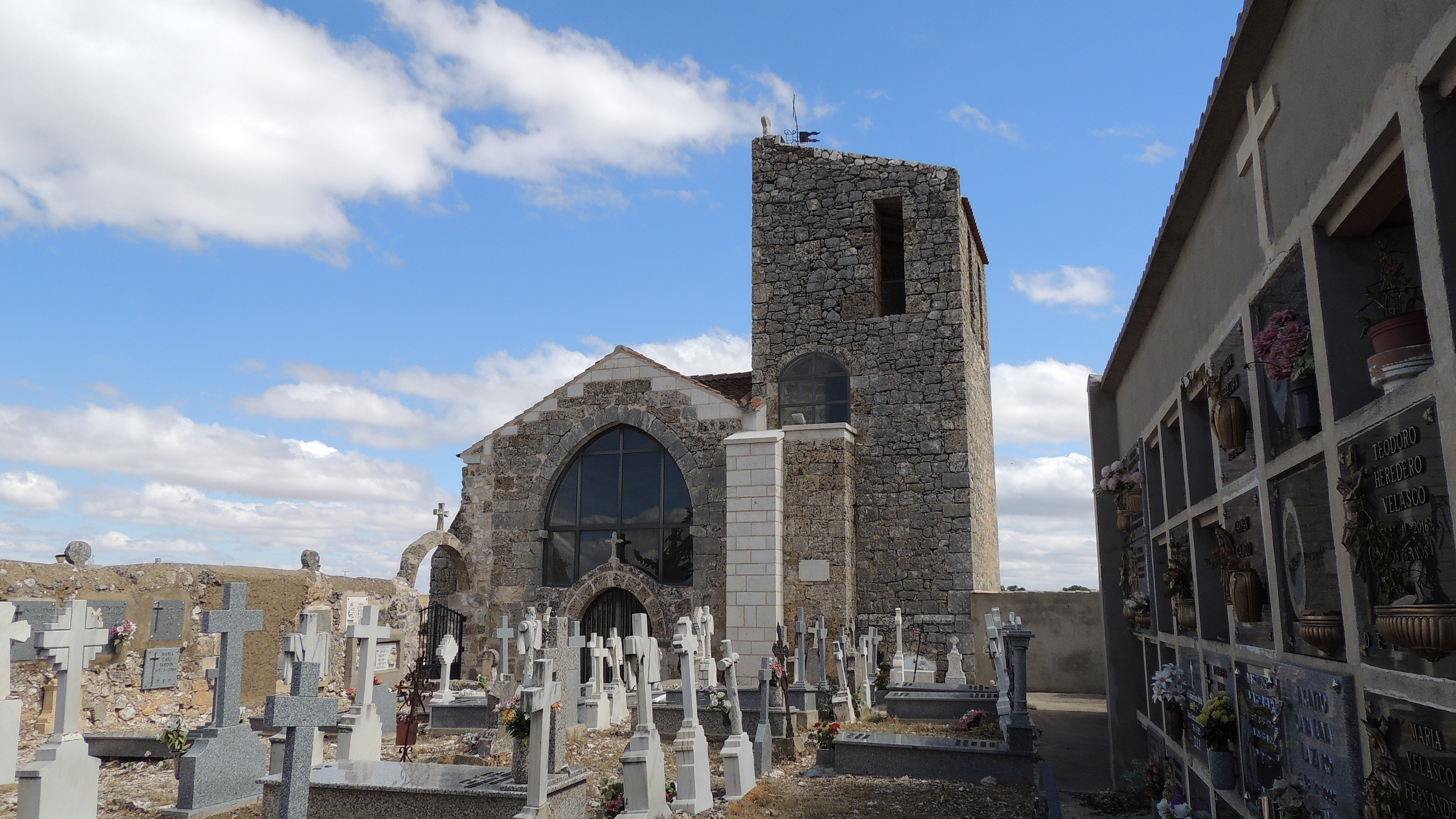
Ermita de San Gregorio

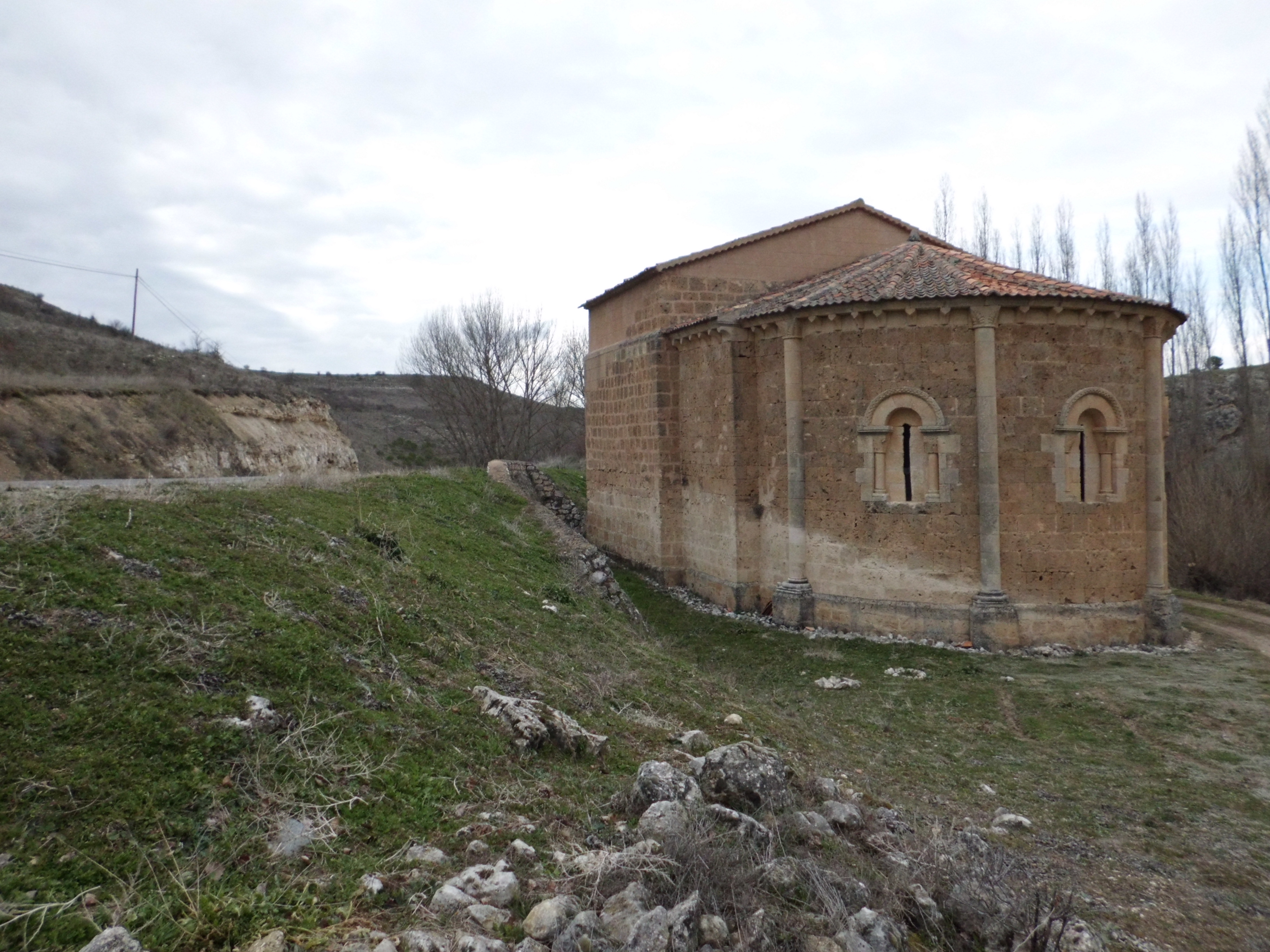
Ermita de San Vicente

- La antigua iglesia visigótica, aunque con algunos elementos románicos, de San Gregorio. Situada en lo alto de un cerro, con vistas al pueblo. Aún conserva la antigua cabecera de la iglesia y multitud de cruces de piedra, de estilo visigodo. Junto a ella se encuentra el cementerio, bendecido como tal el día 26 de diciembre de 1826. El viacrucis, que va desde la iglesia de San Pedro hasta esta antigua iglesia tiene cruces que datan de 1783. Ha sido restaurada hace poco, arreglando la torre del antiguo campanario, adaptándola como mirador y la cabecera de la iglesia.
- La actual iglesia de San Pedro, en la plaza del pueblo. De estilo barroco, de la época de Carlos III, como atestigua una inscripción, de estilo sencillo y poco llamativo. Los primeros escritos que la mencionan son de 1769. A partir de 1780 ya se realizan todos los actos litúrgicos en esta iglesia.
- La ermita de San Vicente Mártir, en las afueras de Fuentesoto, en la antigua población de San Vicente de Pospozuelo a apenas a un kilómetro del pueblo, ya vacía en 1789.[4] Es un edificio románico, del siglo XII, en el que destacan el ábside y la decoración de sus columnas, tanto interiores como exteriores. Las del exterior están decoradas con hojas de acanto en su parte superior y con parejas de grifos en la inferior. Fue restaurada en el año 1989.

- Local social: Local de la Asociación de vecinos de San Vicente, situado en el centro del pueblo, a escasos metros de la iglesia de San Pedro.
- En las afueras del pueblo, pasada la ermita de San Vicente, se encuentran unas cuevas.
- A 4 km de Fuentesoto está la localidad de Tejares, que destaca por la calidad de su miel. Tiene importancia la iglesia de Santa María Magdalena, que conserva de sus trazas románicas el arco triunfal del presbiterio.
- Dispone de consultorio médico en el pueblo dos veces en semana. A 6 km, en Sacramenia, existe un centro de salud con atención continuada y urgencias. El hospital más cercano se encuentra a 30 km en la localidad de Aranda de Duero.
- En los alrededores existen varios lugares para alojarse, en casa rural u hostal, y también varios restaurantes en los que poder comer.

## Fiestas
- Festividad de San Pedro Apóstol 29 de junio.
- Fiestas de San Vicente, durante una semana, comenzando alrededor del 15 de agosto, dependiendo del año. En el contexto de estas fiestas de San Vicente se celebra, el segundo o tercer sábado de agosto, la Procesión de los Faroles. Se realiza una Procesión, donde se traslada a San Vicente, desde su ermita hasta la iglesia de San Pedro, donde estará durante las fiestas en su honor. El recorrido, dentro del pueblo, es acompañado por miles de velas colocadas a lo largo de las calles y también iluminando la propia iglesia, donde, a la finalización de la Procesión, se realiza un concierto de música clásica. También acompañan en la Procesión algunas bandas de música típica de Semana Santa, dando un matiz especial y sobrecogedor a esta celebración.